# Ídolo de Peña Tú

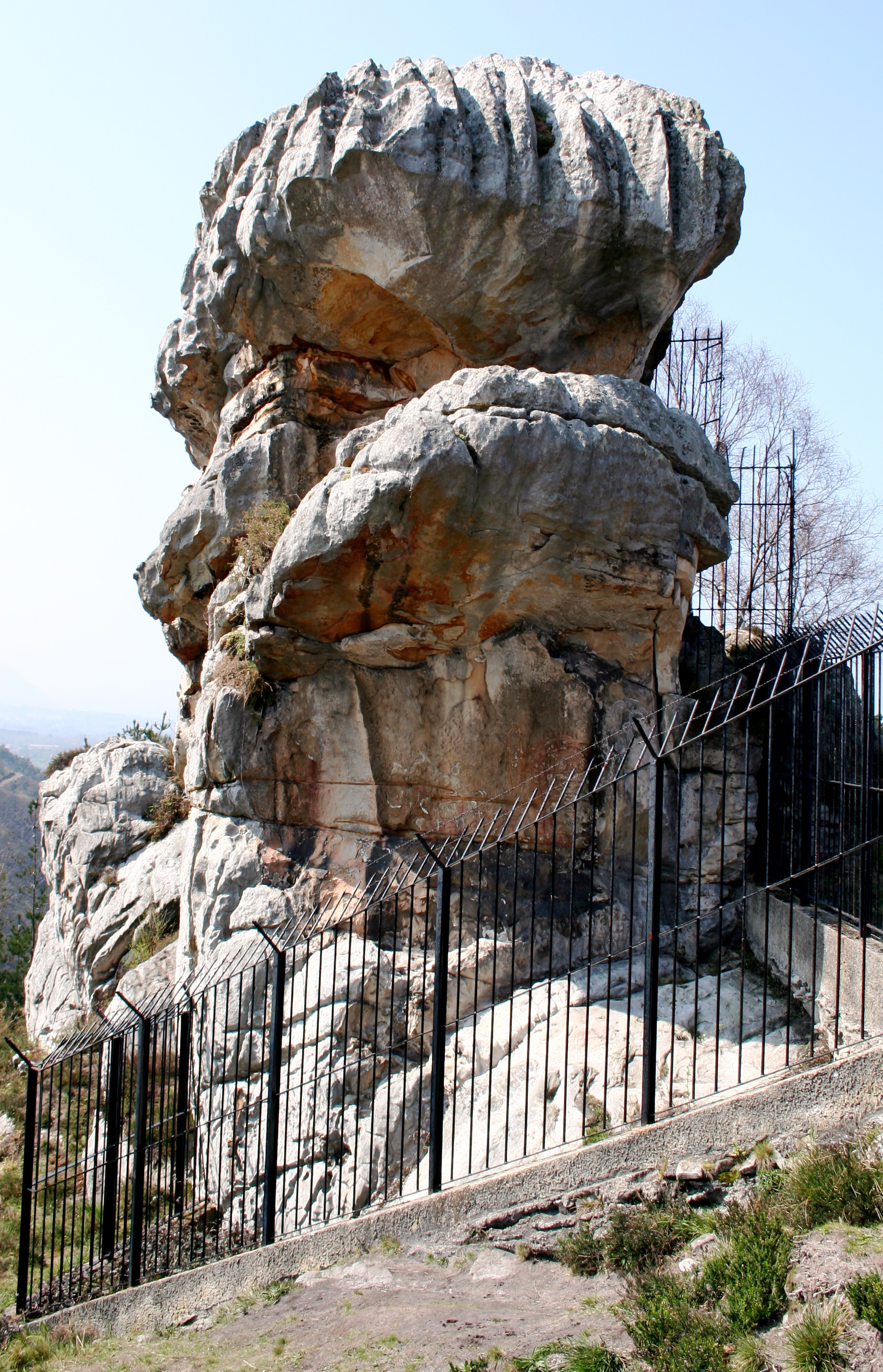
Peña Tú.

El ídolo de Peña Tú (en asturiano Peñatú) se encuentra en la localidad de Puertas de Vidiago, perteneciente al concejo de Llanes (Asturias, España). 
El conjunto neolítico de pinturas y grabados aparecen reflejados en la cara orientada a levante de esta peña ubicada en el final de la sierra Plana de la Borbolla; esta situación hace que la roca forme un abrigo natural para las pinturas lo que ha posibilitado su conservación hasta nuestros días, preservándola de las inclemencias meteorológicas.
La roca es conocida desde la antigüedad por los habitantes de los pueblos cercanos, si bien no es hasta 1914 cuando se realizan las primeras investigaciones arqueológicas, destacando desde el primer momento la figura que da nombre al enclave: el ídolo.

## Pinturas

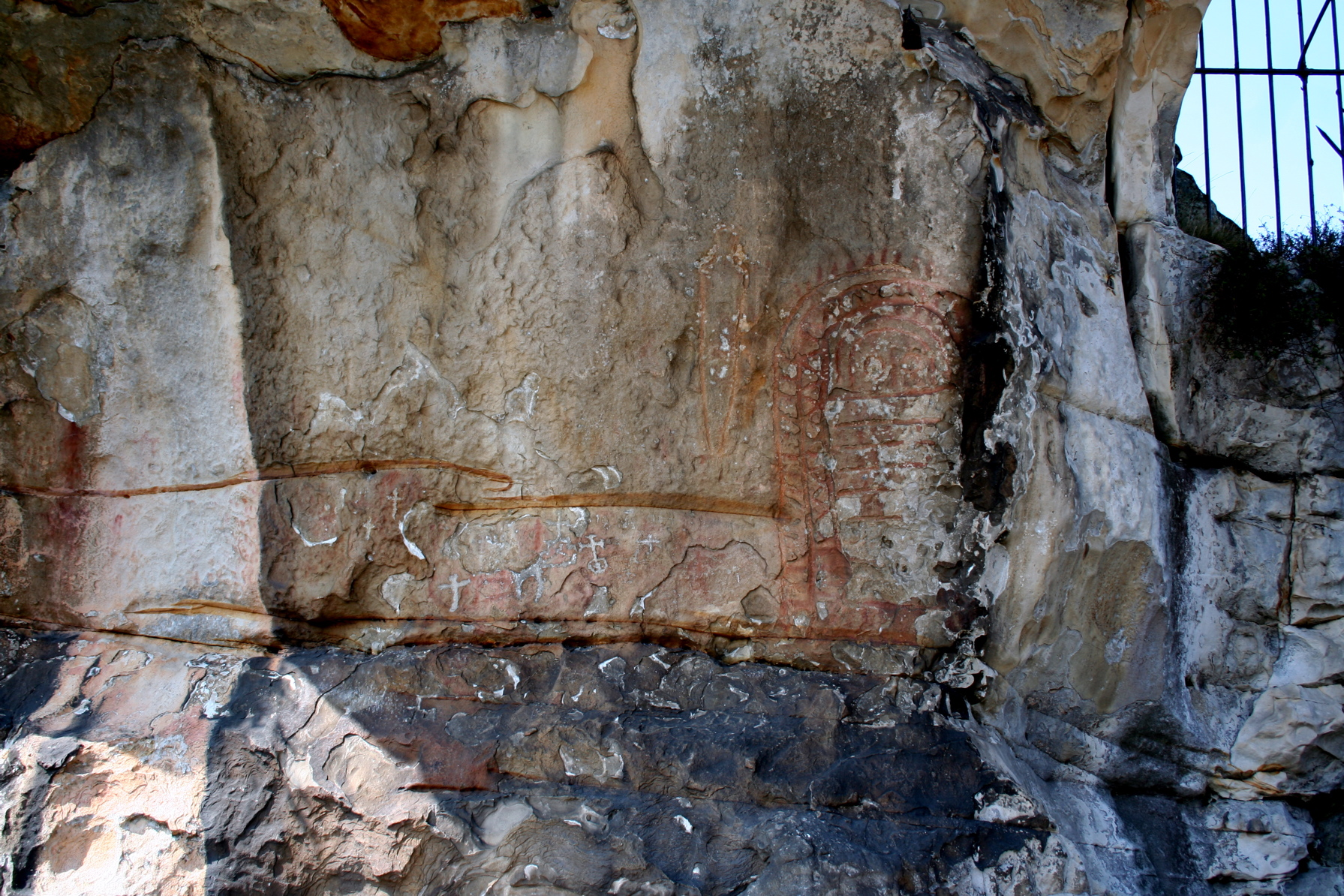
Imagen de las pinturas de Peña Tú.

Las pinturas están realizadas en color rojizo y representan de forma esquemática figuras humanas, de las que se puede destacar una en la que aparece una especie de bastón. Hay también diferentes puntos rojos cuya interpretación hoy en día es desconocida. Dentro de este grupo pictórico (muchas de ellas hoy en día casi desaparecidas o con trazos muy endebles) se halla también la figura de un animal cuadrúpedo. Las pinturas se entremezclan con diferentes cruces grabadas en la roca hechas en la época de la cristianización para sacralizar las figuras paganas.

## Ídolo y puñal
Si bien las pinturas son de menor importancia debido a su modesta realización, lo que destaca del conjunto es el ídolo y su puñal. Se trata de una figura de un 1,1 m de alto representando la forma de una persona envuelta con una túnica o un ropaje decorado con rectas, trazos cortos y líneas en zigzag. El conjunto está rematado con un tocado con líneas que salen de él a modo de flecos. De la figura humana se perciben únicamente los ojos, la nariz y el pie izquierdo.
A la izquierda del ídolo se encuentra dibujado un puñal hacia abajo. Se cree que esto indica que la figura hace referencia al enterramiento de un hombre cuyo cargo dentro de la tribu sería la de un gran guerrero o jefe. De hecho, casi en la base de la roca se encuentra una cavidad que pudo ser usada para tal fin. La creencia de que el conjunto se trata de un monumento mortuorio se ve reforzada por la existencia de una serie de túmulos y tumbas prehistóricas en la sierra.
Una posible interpretación simbólica del conjunto es que la roca representaría a un dragón o cuélebre que había sembrado el temor entre los lugareños. En este conjunto estaría enterrado el guerrero que le dio muerte, y que aparece grabado en la roca con su mortaja y el arma con la que se enfrentó al monstruo.

## Aula didáctica

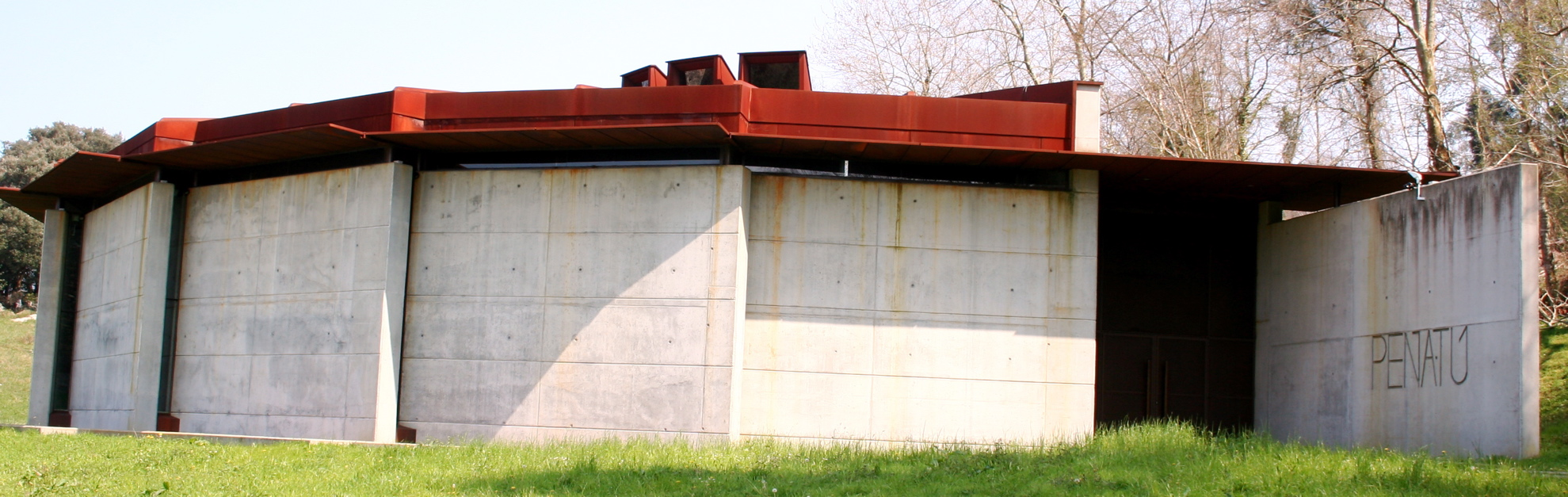
Centro de interpretación.

Desde 2014 existe un aula de interpretación del monumento (cerrada excepto para visitas de grupos) emplazada al inicio del sendero que lleva a la cima en donde se encuentra la roca. También hay, junto a ella, un aparcamiento.